# Autoroute A20 (Algérie)

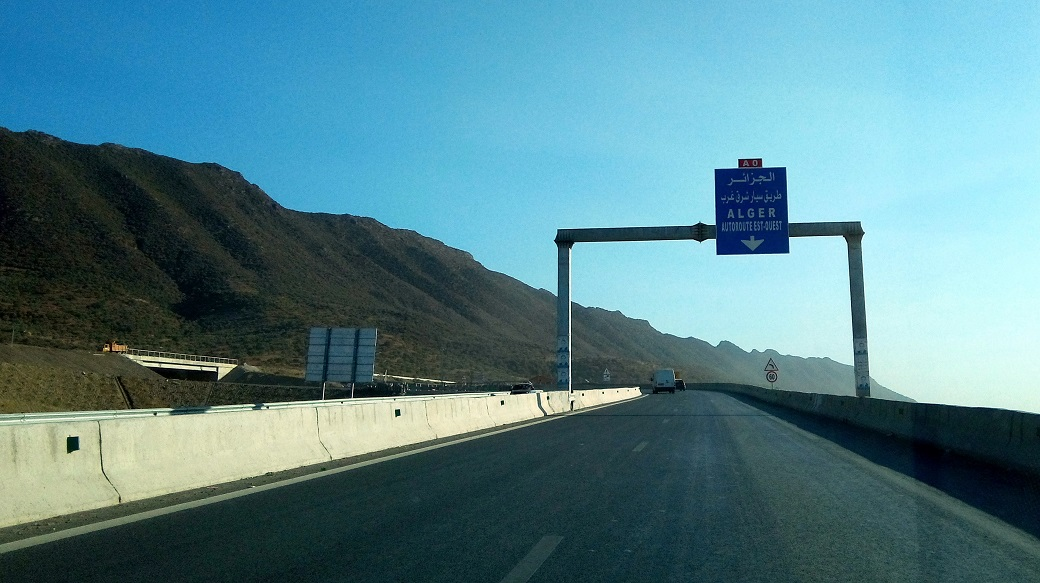
Pénétrante autoroutière de Béjaia

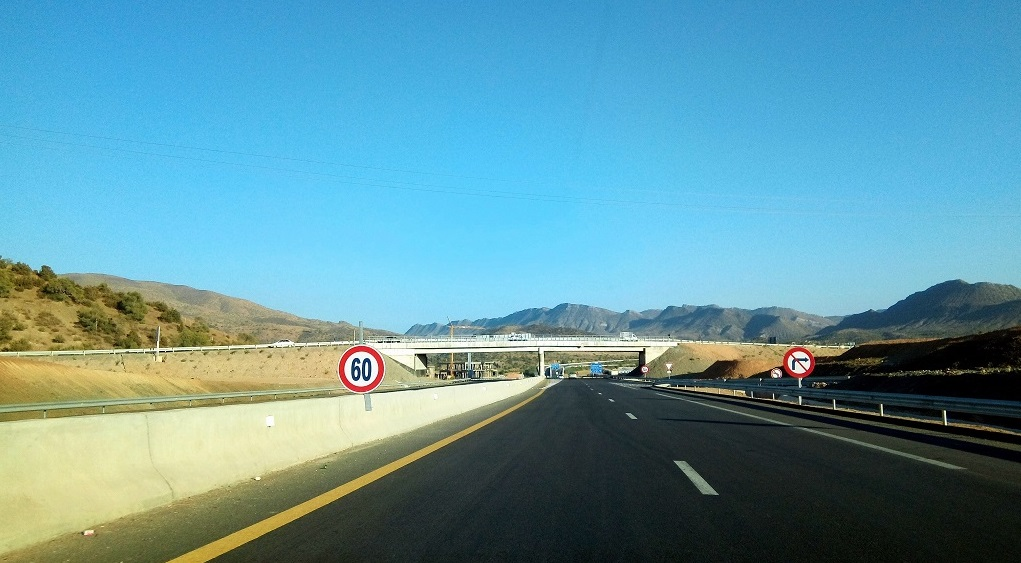
Sortie de l'autoroute de Béjaia

Pour les articles homonymes, voir A20 et Autoroute A20.
L'autoroute A20 ou la pénétrante de Béjaïa est une autoroute de 100 km, en construction à partir d'Amizour en Algérie, reliant la ville côtière de Béjaïa à l'autoroute A2 au niveau d'Ahnif.
À ce jour, 84 km ont été réalisés, avec une fin des travaux prévue pour fin 2024.

## Historique
La pénétrante de Béjaïa fait partie des projets de pénétrantes autoroutières devant relier l'Autoroute Est-Ouest à plusieurs villes côtières,. Celle de Béjaïa qui a été annoncée en 2005 doit relier l'Autoroute Est-Ouest depuis la sortie n°24 dans la commune d'Ahnif à la ville de Béjaïa à travers la vallée de la Soummam.
Cette autoroute longue de 100 km traverse la wilaya de Béjaïa du sud-ouest au nord-est. Un profil en 2x3 voies et un tunnel de 1 km

## Travaux
Les études ont été réalisées par le bureau d'études sud-coréen Kungdong-Saman.
Le projet a été attribué en gré à gré au groupement sino-algérien CRCC et SAPTA en avril 2013 pour un montant de 1,5 milliard de dollars et un délai de 30 mois.
La pose de la première pierre du projet a été effectuée par le premier ministre Abdelmalek Sellal le 27 avril 2013.
Au mois de janvier 2014, 33 km ont été libérés, le reste est en instance d'expropriation.
Lancement des traveaux de la derniere tranche PK-11 jusqu'à PK-00 (Port de Béjaïa) a été lancé le 28 Août 2024

## Livraison
- 2 mars 2017 : Un premier tronçon de 42 km entre Ahnif et Akbou (PK 100 — PK 58) est ouvert à la circulation[5].

- 9 octobre 2017 : Tronçon de 10 km entre Akbou et Seddouk (PK 58 — PK 48)[6].

- 30 novembre 2020 : Tronçon de 10 km entre Timezrit et Amizour (PK 32 — PK 22) (véhicules légers) [7].

- 4 juillet 2022 : Tronçon de 6 km entre Amizour et Merdj Ouamane (PK 22 — PK 16)[8].

- 13 juillet 2023 : Tronçon de 16 km entre Seddouk et Timezrit (PK 48 — PK 32)[1].

Deux tronçons sont en cours de réalisation :
- Tronçon de 5 km entre Merdj Ouamane et Oued Ghir (PK 16 — PK 11). Le taux de réalisation est estimé à 70 %[1].

- Tronçon de 11 km entre Oued Ghir et le port de Béjaïa[1].

## Sorties
- n°1 :  Échangeur entre A20 et A2
- n°2 : Ahnif / Tamalaht
- n°3 : Ath Mansour
- n°4 : Akbou / Amalou
- n°5 : Seddouk
- n°6 : Timezrit
- n°7 : El Kseur
- n°8 : Tichy / Amizour